# DHB-Amateur-Pokal 2021
Der DHB-Amateur-Pokal 2021 sollte die siebte Austragung des Amateur-Handballpokalwettbewerbs der Herren sein.
Bedingt durch die COVID-19-Pandemie wurde der gesamte Spielbetrieb des Deutschen Handballbundes erheblich gestört; so wurde der Sieger des Amateur-Pokals 2020 erst im September 2021 ermittelt. Die Spielkommission 3. Liga, die auch für die Durchführung des Amateurpokals zuständig ist, beschloss daher, den Amateur-Pokal 2021/2022 auszusetzen. Stattdessen soll der Wettbewerb für die Spielzeit 2022/2023 vorbereitet werden.